# Schweizer Meisterschaften im Skispringen und der Nordischen Kombination 1996
Die Schweizer Meisterschaften im Skispringen und der Nordischen Kombination 1996 fanden am 27. und 28. Januar 1996 und am 4. Februar 1996 in St. Moritz statt. Das Skispringen gewann Marco Steinauer und die Nordische Kombination Jean-Yves Cuendet.

## Nordische Kombination

### Einzel
| Platz | Name              | Ort               | Laufzeit (min) |
| ----- | ----------------- | ----------------- | -------------- |
| 01    | Jean-Yves Cuendet | Le Lieu           | 29:17,0        |
| 02    | Marco Zarucchi    | Alpina St. Moritz | 29:54,8        |
| 03    | Urs Kunz          | Gibswil           | 32:14,9        |
| 04    | Stefan Wittwer    | Langnau           | 33:08,8        |
| 05    | Markus Wüst       | Winterthur        | 34:08,8        |
| 06    | Armin Krügel      | SC Marbach        | 35:24,4        |

Datum: Samstag, 27. Januar 1996 und Sonntag, 28. Januar 1996 in St. Moritz

Jean-Yves Cuendet gewann mit 37,8 Sekunden Vorsprung auf dem Vorjahressieger Marco Zarucchi und holte damit seinen zweiten Meistertitel.

## Skispringen

### Normalschanze
| Platz | Name               | Verein            | Weite 1 | Weite 2 | Punkte |
| ----- | ------------------ | ----------------- | ------- | ------- | ------ |
| 01    | Marco Steinauer    | SC Einsiedeln     | 95,0 m  | 95,5 m  | 236,0  |
| 02    | Sylvain Freiholz   | Le Brassus        | 91,5 m  | 92,5 m  | 221,5  |
| 03    | Bruno Reuteler     | Ski-Club Gstaad   | 91,5 m  | 92,5 m  | 218,0  |
| 04    | Stephan Zünd       | Wildhaus          | 91,5 m  | 89,5 m  | 216,0  |
| 05    | Martin Trunz       | Degersheim        | 89,0 m  | 90,5 m  | 208,0  |
| 06    | Christoph Birchler | SC Einsiedeln     | 86,5 m  | 88,5 m  | 203,0  |
| 07    | Reto Kälin         | SC Einsiedeln     | 87,0 m  | 85,5 m  | 189,0  |
| 08    | Pascal Ochsner     | SC Einsiedeln     | 84,0 m  | 79,0 m  | 178,5  |
| 09    | Erich Herrmann     | Alpina St. Moritz | 78,0 m  | 84,5 m  | 174,5  |
| 010   | Armin Krügel       | SC Marbach        | 80,5 m  | 80,5 m  | 172,5  |

Datum: Sonntag, 4. Februar 1996 in St. Moritz

Marco Steinauer gewann mit Weiten von 95 m und 95,5 m vor Sylvain Freiholz und Bruno Reuteler und holte damit seinen ersten Meistertitel. Der Vorjahressieger Stephan Zünd wurde Vierter. Es nahmen 34 Skispringer teil.